# MED16
La proteína mediadora de la transcripción de la subunidad 16 de la ARN polimerasa (MED16) es una enzima que, en humanos, es codificada por el gen med16. La proteína MED16 está implicada en la regulación de la expresión de la subunidad 16S de la ARN polimerasa.

## Interacciones
La proteína MED16 ha demostrado ser capaz de interaccionar con:
- Receptor de hormona tiroidea alfa[2]
- Receptor de estrógeno alfa[4]
- Cdk8[2][4]